# Корк Селтік
Футбольний клуб «Корк Селтік» (ірл. Cork Celtic, Evergreen United F.C.) — колишній ірландський футбольний клуб з Корка, що існував у 1959—1979 роках.

## Досягнення
- Ліга Ірландії
  - Чемпіон (1): 1973–74.